# 上海外语口译证书考试
上海外语口译证书考试是上海外国语大学主办的一个外语资格考试，於1995年首次開考。有英语和日语两个语种，分为中级和高级两个级别。中级和高级各自都有综合笔试和口试。而筆試又有听力、阅读、笔译等部分。筆試合格者才能參加口試。除上海外，还在浙江省、江苏省等省份设置省外考点。港澳台人士亦可参加考试。